# Ludwika Rychlewska

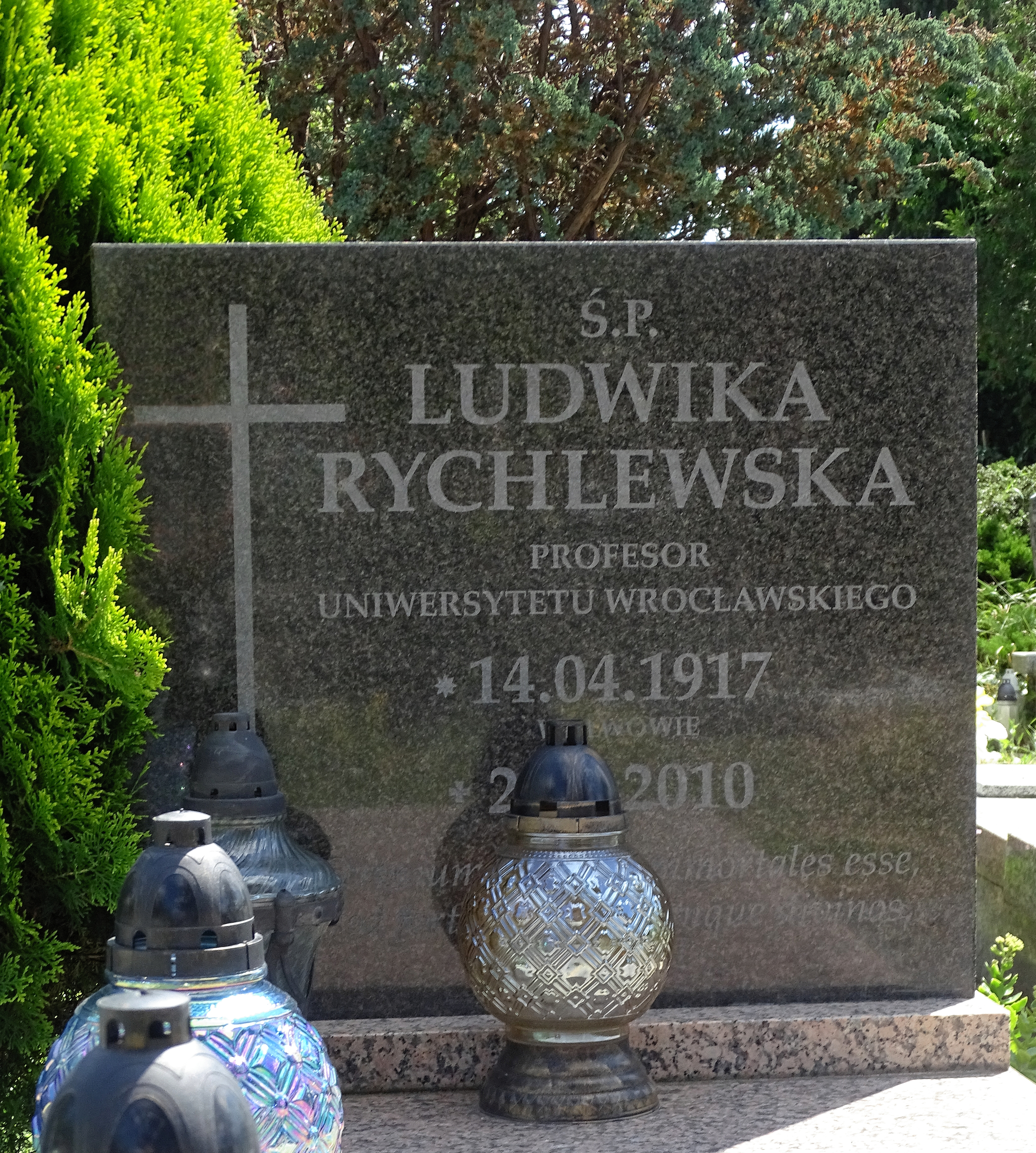
Grób prof. Rychlewskiej na cmentarzu przy ul. Smętnej we Wrocławiu

Ludwika Rychlewska (ur. 14 kwietnia 1917 we Lwowie, zm. 2 września 2010) – polska filolog klasyczna, wykładowca Uniwersytetu Wrocławskiego.

## Życiorys
Urodzona 14 kwietnia 1917 r. we Lwowie. W młodości działała w harcerstwie (IX Lwowska Drużyna im. Haliny Grabskiej). Ukończyła Państwowe Gimnazjum Żeńskie im. Królowej Jadwigi we Lwowie, następnie od 1936 r. studiowała filologię klasyczną na Uniwersytecie Jana Kazimierza. Pod okupacją sowiecką kontynuowała studia, a po ataku Niemiec na ZSRR uczyła się w ramach tajnego nauczania, ponadto udzielała także korepetycji z łaciny, również w ramach tajnego nauczania. W czasie niemieckiej okupacji pracowała w instytucie Rudolfa Weigla jako karmiciel wszy. W 1944 zdała egzaminy kończące studia w zakresie filologii klasycznej na lwowskim Uniwersytecie Iwana Franki.
Po wojnie przeniosła się do Wrocławia, gdzie dokończyła studia i 13 czerwca 1946 odebrała dyplom ukończenia studiów. Już od 1945 r. pracowała na UWr, początkowo przy urządzaniu pomieszczeń i porządkowaniu poniemieckiego księgozbioru. Pracę doktorską obroniła w 1951 r., habilitowała się na mocy uchwały z 1 lipca 1961 roku na Wydziale Filologicznym Uniwersytetu Wrocławskiego na podstawie pracy pt. Turpilii comici fragmenta edidit commentario critico et exegetico instruxit quaestiones Turpilianas praemisit L. R., a w 1972 r. została mianowana profesorem nadzwyczajnym, zaś 11 lat później uzyskała nominację profesorską. W trakcie pracy na uczelni pełniła funkcję, m.in. prodziekana Wydziału Filologicznego, dyrektora Instytutu Filologii Klasycznej i Kultury Antycznej, kierownika Zakładu Filologii Łacińskiej i kierownika Katedry Filologii Klasycznej II.
Na emeryturę przeszła w 1987 r., jednocześnie nie przerwała pracy naukowej. Zajmowała się literaturą antyczną, w szczególności zachowanymi fragmentarycznie eposami, komediami i tragediami rzymskimi. W szczególności badała dorobek leksykografa Noniusza, badania te stały się podstawą jej pracy doktorskiej. Autorka licznych prac naukowych, książek, artykułów naukowych i współtwórca słowników kultury antycznej.
Zmarła 2 września 2010 r. i została pochowana na cmentarzu św. Rodziny we Wrocławiu.

## Odznaczenia
- Krzyż Kawalerski Orderu Odrodzenia Polski (1973 r.)[2]
- Medal 30-lecia Polski Ludowej[1]
- Medal Komisji Edukacji Narodowej (1992 r.)[2]
- Medal Uniwersytetu Wrocławskiego (1995 r.)[2]